# 独立系映画館

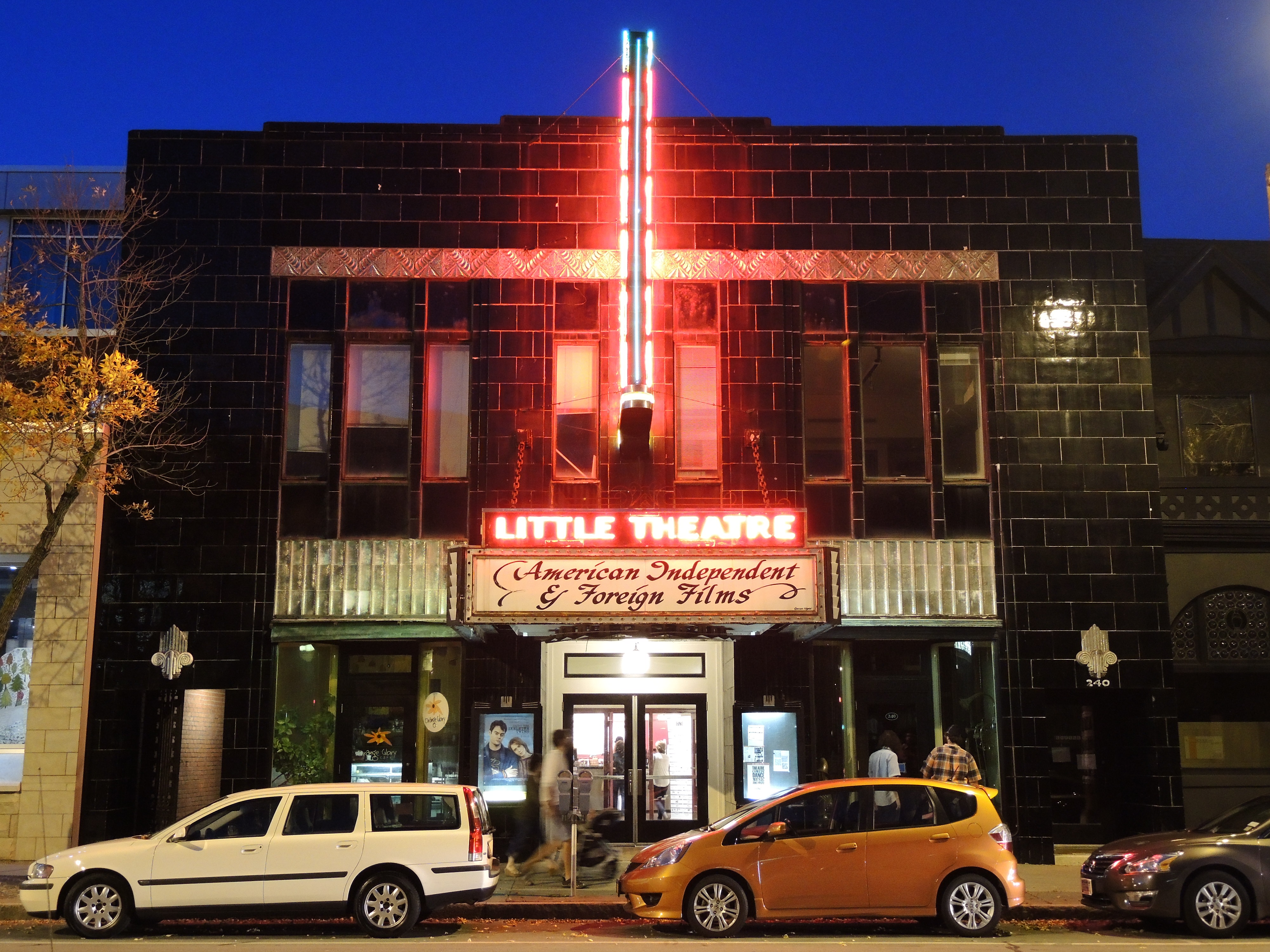
独立系映画館の一例。ニューヨーク州ロチェスターのLittle Theatre

独立系映画館（どくりつけいえいがかん、independent movie theater：アメリカ英語、indie cinema：イギリス英語）は、独立系やアートハウス、外国語映画、その他の非主流系映画を上映する映画館である。
ブロックバスター作品やその他の人気映画を上映する主流の劇場（しばしばシネコン）と対比されることが多い。

## 規模
独立系映画館は、規模が小さく、ご近所映画館であることが特徴である。また、その多くは年季のある建物や従来映画館がないとされる場所に存在する。
特定の映画を見るためだけに観客を集め、上映する映画に関して特に推奨しているわけではない主流の映画館とは異なり、独立系映画館は質の高い映画を厳選して上映することで、観に行く前にその映画についてほとんど知らないような観客を集めたり、そのような観客にも楽しんでもらい、作品そのものの評判を育てるよう努めたりすることが多い。

## 歴史
無声映画時代には、ほとんどの映画館が独立していた。1930年代に入り、より高度な設備を必要とするトーキー映画が登場すると、多くの小規模映画館は大規模チェーンに太刀打ちできなくなった。映画スタジオが映画館を所有することを禁じた最高裁判例「合衆国政府vsパラマウント映画」により、1950年代から独立系映画館の勢いは盛り返したが、1980年代には、垂直統合規制の緩和によりこの傾向が逆転した。
他の映画館と同様に、21世紀には独立系映画館もNetflixなどのストリーム配信プラットフォームの台頭により財政的な脅威にさらされている。
一部の映画館はNPOに転身した。

## 地域別

### アメリカ合衆国
米国における最大の独立系映画館チェーンはLandmark Theatresである。ロサンゼルスにはLaemmle Theatresのような小規模な地域チェーンもあり、またニューヨークのように特定の地域に多くの独立した劇場が密集している場所もある。

### アフリカ
南アフリカでは、ブロックバスターチェーンのSter-KinekorやNu Metro Cinemasの傍らに、ヨハネスブルグのThe Bioscope、ケープタウンのThe Labia、アレクサンドラ郡区のKings Cinema、伝統的ではない非営利団体のSunshine Cinemaなど、限られた独立系映画館が存在している。

## 参考サイト
- 『単館系』 - コトバンク